# Condylocardia ameliae
Condylocardia ameliae is een tweekleppigensoort uit de familie van de Condylocardiidae. De wetenschappelijke naam van de soort is voor het eerst geldig gepubliceerd in 1991 door Salas & Cosel.